# 约瑟夫·辛帕耶
约瑟夫·辛帕耶（法語：Joseph Cimpaye，1929年—1972年5月）是布隆迪王国政治人物和作家，曾于1961年短暂担任首任布隆迪首相，其被认为是布隆迪首本法语小说的作者。
辛帕耶出生在胡图族知识分子家庭。他在比利时殖民末期被认为是顶尖知识分子之一。比利时殖民时期，他投入政治，成为人民联盟党（Union des parties populaires）创始人之一，该政党目的是与反殖民主义闻名的民族进步联盟对抗。他曾在1961年短暂担任首相职务，并在民族进步联盟夺下执政权后退出政坛。尽管退出政坛多年，他还是于1969年被米歇尔·米孔贝罗政权逮捕。
辛帕耶在狱中编写了有着布隆迪首本法语小说之称的《来自我的山上的男人》，但这本小说在他生前并未出版。1972年布隆迪种族灭绝期间，他与许多胡图族精英遭杀害。

## 早年
约瑟夫·辛帕耶于1929年出生在卢安达-乌隆地基特加省的穆格拉小镇。他虽然是胡图族人，但他母亲却是图西族人。他的父亲米歇尔·辛帕耶是比利时殖民政府的医疗助理。约瑟夫因父亲工作原因在卢安达鲁林多县完成小学学业。随后，他在阿斯特里达学校集团接受中学教育。他在学校里学习了兽医学，并在1952年结束。1952至1957年，他在鲁塔纳县担任兽医助理。随后，他成为阿斯特里达实验室技术员。

## 政治生涯
1960年5月，辛帕耶成立AMEHUTU党，但在不久后解散。时值卢安达-乌隆地迈向独立的过渡期，让·保罗·哈鲁瓦于7月21日下令在他的监督下设立国家专员，由乌隆地人担任，让他们能够自治。职位设立后，人才需求量大增，辛帕耶因此被任命为公共工程专员，但也被迫放弃实验室工作。1961年3月，他参与组建人民联盟党， 以对抗路易·鲁瓦加索雷领导下支持率较高的民族进步联盟。人民联盟党内部有3个派系，辛帕耶和埃马纽埃尔·尼加内领导的派系主张与民族进步联盟和解。
1961年1月26日，哈鲁瓦总督签署法令成立临时政府，并选出辛帕耶担任首相。为响应联合国大会第1605号决议，政府于7月6日进行改组与扩充，以赋予更多政党发声权。同年9月，民族进步联盟在该国首次选举中胜选，鲁瓦加索雷接替辛帕耶出任首相。

## 晚年
民族进步联盟胜选后，辛帕耶退出政坛，转行从事新闻和公共关系工作。1962年10月至1963年11月期间，他前往布鲁塞尔参与比利时信息与文献研究所和斯特拉斯堡大学的新闻教学中心的为非洲记者设计的培训研讨会。之后他回到布琼布拉，并于1964年1月2日被比利时航空聘为公共关系专员，后被任命为布琼布拉办事处的销售主管。1965年，他与一位卢旺达图西族女商人结婚。
1969年10月6日，辛帕斯因涉嫌参与胡图族政变遭米歇尔·米孔贝罗政府逮捕，并于1970年2月被判处5年监禁。入狱期间，他编写了部法语小说，标题为《来自我的山上的男人》，讲述贝内迪托于比利时殖民时期的20世纪30或40年代在乌隆迪农村的生活。这本书以流亡为主题，因娴熟的运用语言，特别是对基隆迪语谚语的翻译获让-马里·恩根达哈约称赞。
1971年7月1日，辛帕耶出狱，但在一年后的种族灭绝中与许多胡图族精英同被米孔贝罗政府杀害。

## 著作
- Cimpaye, Joseph. . Brussels: Archives & Musée de la Littérature. 2013. ISBN 978-2-871680-68-0.

## 注脚
1. ↑  . 谷歌图书.
2. 1 2  Ndoba 2008，第315頁.
3. 1 2 3 4 5 6 7 8  Weinstein 1976，第110頁.
4. ↑  Weinstein 1976，第9, 110頁.
5. 1 2  Weinstein 1976，第202頁.
6. 1 2  Tshibola Kalengayi 1997，第472頁.
7. ↑  Weinstein 1976，第10, 110頁.
8. 1 2 3 4  Ngendahayo, Jean-Marie. . IWACU-Voix du Burundi. 2014-02-24  [2020-09-04].
9. ↑  Weinstein 1976，第274頁.
10. ↑  Weinstein 1976，第242頁.
11. ↑  Weinstein 1976，第10頁.
12. ↑  Weinstein 1976，第105頁.
13. ↑  Lemarchand 1970，第463頁.
14. ↑  Weinstein 1976，第111頁.

## 延伸阅读
- Ngorwanubusa, Juvénal. . Brussels: Musée et Archives de la littérature. 2013. ISBN 978-2871680703.

## 外部连结
- Archives privées Joseph CIMPAYE